# Filip (Gumilewski)
Filip, imię świeckie Siergiej Nikołajewicz Gumilewski (ur. 23 lipca?/4 sierpnia 1877 w guberni moskiewskiej, zm. 22 września 1936 w Iwanowie)– rosyjski biskup prawosławny.

## Życiorys
Kandydat nauk teologicznych, absolwent Kazańskiej Akademii Duchownej (1901). Od 1902 do 1903 był psalmistą w cerkwi Narodzenia Pańskiego i św. Mikołaja we Florencji, przez kolejny rok – w cerkwi przy ambasadzie rosyjskiej w Rzymie. Następnie od 1904 do 1905 był zatrudniony w seminarium duchownym w Tule, zaś od 1907 do 1908 – w Moskwie. 7 lipca 1907 złożył wieczyste śluby mnisze. Najpóźniej w 1908 przyjął święcenia na hieromnicha i był kolejno inspektorem seminariów duchownych w Tyflisie oraz wifańskiego seminarium przy ławrze Troicko-Siergijewskiej. W 1910 został archimandrytą i objął stanowisko rektora tej ostatniej szkoły. Od 1912 do 1913 kierował moskiewskim seminarium duchownym, również jako rektor. Następnie wyjechał na trzy lata do Rzymu, gdzie obsługiwał cerkiew domową przy ambasadzie rosyjskiej. Po powrocie objął stanowisko rektora seminarium duchownego w Kiszyniowie, które sprawował do 1918.
29 listopada 1920 został wyświęcony na biskupa bałachińskiego, wikariusza eparchii niżnonowogrodzkiej. Jeszcze w tym samym roku został przeniesiony do eparchii stawropolskiej jako jej wikariusz z tytułem biskupa jejskiego, jednak w 1922 wrócił na poprzedni urząd i pełnił go przez rok, do aresztowania i skazania na roczną zsyłkę. Od 1924 przebywał w Moskwie, nie pełniąc funkcji w Kościele. Od 1926 do 1927 był ponownie zesłany do obwodu tambowskiego.
W 1927 otrzymał godność wikariusza eparchii moskiewskiej z tytułem arcybiskupa zwienigorodzkiego. Zasiadał w Świętym Synodzie Kościoła. W lutym 1931 został oskarżony o kontakty z papieżem i nielegalne informowanie go o sytuacji w Cerkwi Rosyjskiej i aresztowany. Do 1934 przebywał w łagrze. Po zwolnieniu został w maju 1936 arcybiskupem włodzimierskim. We wrześniu tego samego roku został ponownie uwięziony i skazany na trzy lata pozbawienia wolności. Zmarł lub został stracony w więzieniu w Iwanowie 22 września tego samego roku.